# Tanikaze (1940)
Tanikaze (jap. 谷風  pol. "wiatr w dolinie") – japoński niszczyciel typu Kagerō służący w cesarskiej marynarce wojennej w czasie działań wojennych na Pacyfiku podczas drugiej wojny światowej. Zwodowany w 1 listopada 1940 roku w stoczni Fujinagata, wszedł do służby 25 kwietnia 1941 roku.
5 czerwca 1941 roku, w drugim dniu bitwy pod Midway, manewrując z prędkością 30 węzłów zdołał uniknąć około 90 bomb zrzuconych przez bombowce nurkujące SBD Dauntless czterech eskadr lotniskowców USS „Enterprise” (CV-6) i „Hornet” (CV-8) – VB-3, VB-6, VS-6 i VS-5 – oraz bombowce B-17 z Midway. Stanowi to jedno z największych tego typu osiągnięć pojedynczego okrętu w przekroju całej drugiej wojny światowej.
9 czerwca 1944 roku został jednak zatopiony niedaleko Tawi-Tawi na morzu Sulu przez amerykański okręt podwodny typu Gato USS "Harder" (SS-257).